# The Fright
The Fright (pl. strach) to niemiecki zespół rockowy mający swoje korzenie w horror punku, inspirujący się również sleaze rockiem i hard rockiem późnych lat 80. Sami określają swoją muzykę jako "Horrock'n'Roll".

## Historia

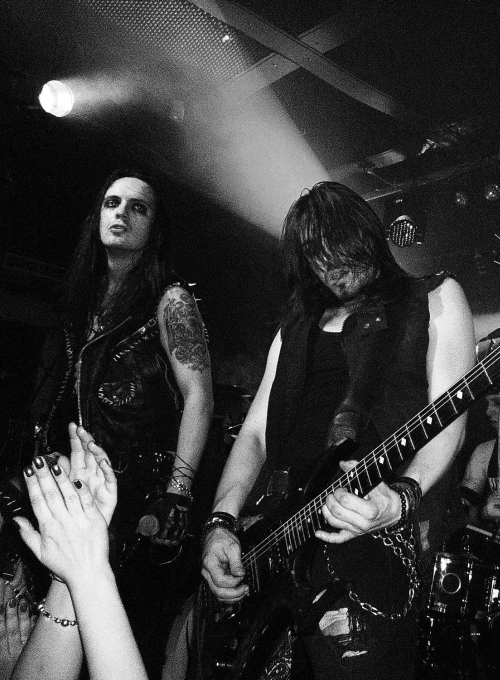
Lon i Danny na koncercie we Wrocławiu, 29.04.13

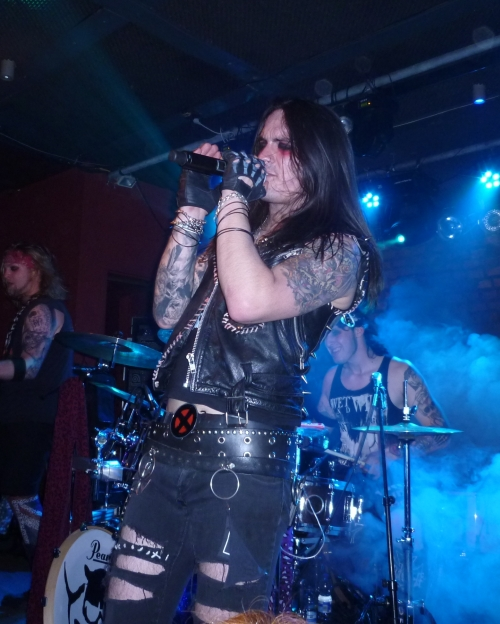
Lon na koncercie we Wrocławiu, 29.04.13

Zespół został założony w roku 2002 przez Lona, Kaina i Noisferatu. Inspirowani zespołami takimi jak Misfits, Samhain i Danzig już na samym początku zaczęli pisać swoje własne utwory. W marcu 2003 zagrali pierwszy koncert, a pod koniec roku wydali demo zatytułowane 7 of the Blackest Songs on Earth, które zostało nagrane "na żywo" w jeden dzień.
Latem 2004 roku powstały trzy nowe utwory. W zespole pojawiły się jednak problemy i doszło do zmiany perkusisty. We wrześniu do zespołu dołączył Seares i już trzy tygodnie później zagrał z The Fright pierwszy koncert na horror punkowym festiwalu w Oberhausen u boku The Other i The Crimson Ghost. 
Pod koniec 2005 roku zespół nagrał cztery nowe utwory, które miały zostać wydane, ale ostatecznie zostały wykorzystane jedynie jako demo. Po nowym roku powstały nowe kawałki, jednak doszło do stagnacji w działalności zespołu i w efekcie trasa planowana na luty 2006 została w ostatniej chwili odwołana.
Na początku 2007 roku podjęli się współpracy z nową agencją "Rock It Baby". Zespół znów grał koncerty i rozpoczął pracę nad nowym albumem.
Pierwszy album, zatytułowany Dacabre, ukazał się w październiku 2007 nakładem Contra-Light Records. W maju 2008 został również wydany za granicą przez New Music Distribution. Nagrania drugiej płyty rozpoczęły się w sierpniu 2008 i w 2009 roku światło dzienne ujrzał album Born to Be Dead. Jesienią 2009 skład zespołu wzbogacił się o nowego gitarzystę, Danny'ego.
W 2010 The Fright zagrali swoją pierwszą europejską trasę z zespołem Ghoultown. 
Na początku 2012 roku zespół podpisał umowę z wytwórnią Fiend Force Records i w maju wydali swój trzeci album - The Fright.
Na przełomie stycznia i lutego zagrali 7 koncertów u boku fińskiego zespołu The 69 Eyes na niemieckiej części ich trasy po Europie. Do wspólnych koncertów doszło również pod koniec kwietnia, gdy zagrali z Finami na trzech koncertach w Polsce.
Na swoim koncie mają również występy u boku zespołów takich jak:
Hardcore Superstar, Crazy Lixx, Sister Balzac, Blitzkid, Sex Slaves, Babylon Bombs i Lacrimas Profundere.

## Dyskografia

### Demo
- 7 of the Blackest Songs in Earth

### Albumy
- 2008: Dacabre (Contra Light Records/NMD)
- 2009: Born to Be Dead (Contra Light Records/NMD)
- 2012: The Fright (Fiendforce Records/Cargo)

### Teledyski
- 2005: Love of the Damned (Live-Video)
- 2012: 666 Full Speed Ahead

### Kompilacje
- 2005: „Zombies from Mars…“
- 2008: „Gothic Compilation no.39“
- 2009: „Gothic Compilation no.44“
- 2009: „Hail the new Breed“
- 2009: „Sonic Seducer 07-08 CD“

### DVD
- 2005: Fiend Force Fest 2005